# Мирон
Мирон је вајар из класичног периода у уметности старе Грчке.

## Биографија
Радио је скоро искључиво у бронзи. Правио је статуе богова и хероја, али се прославио приказима атлетичара због увођења наглашеног покрета. Он је ослободио покрет - фигура се креће по вертикалном плану и има торзију до краја спроведену у једном правцу, као да треба да почне одмотавање. Његов покрет није тренутно стање, већ суштина манифестације. 
Закон покрета је Миронов мимезис - покрет је у ономе што вечно живи. Био је велики мајстор у обликовању тела животиња.
Његова најпознатија дела према Плинију су крава, Ладас тркач, који је пао мртав у тренутку победе (не постоји позната копија) и Дискоболос - бацач диска.
Постоји неколико копија дискоболоса, од којих се најбоља налази у Масими палати у Риму. Примерак у Британском музеју има погрешно постављену главу. Атлета је приказан у тренутку замаха непосредно пре него што је бацио диск. 
Мермерна фигура у Латеран музеју, која се назива Разиграни сатир, је скоро сигурно копија Мироновог дела. Приказује Марсајаса који узима ауле које је Атина бацила. 
Антички критичари кажу да Мирон, иако је фантастично успевао да дā живот и покрет телима, није постизао да прикаже емоције и карактер. 
У великом броју дела се препознаје Миронов утицај, али не постоје докази о школи коју је он евентуално водио.
Недавно откривени папирус из Египта говори да је Мирон израдио статуе атлете Тимантеса, победника у Олимпији 456. п. н. е. и Лицинуса, победника 448. и 444. п. н. е. Из тога сазнајемо да је био нешто старији савременик Фидије и Поликлета.